# 興直孝
興 直孝（おき なおたか、1944年 - ）は、日本の科学技術技官。内閣府政策統括官や、広島大学理事・副学長、静岡大学学長、日本海洋科学振興財団理事長等を歴任した。

## 人物
島根県松江市で高等学校教員の家に生まれる。島根県立松江高等学校を経て、1967年静岡大学工学部工業化学科卒業。1969年東北大学大学院理学研究科化学専攻修士課程修了、科学技術庁入庁、原子力局調査課配属。1981年外務省在オーストリア日本国大使館一等書記官。1992年科学技術庁長官官房会計課長。1994年科学技術庁長官官房審議官（原子力局担当）。1998年科学技術庁長官官房長。1999年科学技術庁原子力局長。2000年科学技術庁科学技術振興局長。2001年内閣府政策統括官（科学技術政策担当）。同年科学技術振興事業団専務理事。2004年国立大学法人広島大学理事･副学長（社会連携担当等）。同年日本科学技術振興財団専務理事。2007年国立大学法人静岡大学学長。静岡県教育委員会委員や、公立大学法人静岡文化芸術大学理事を経て、2015年日本海洋科学振興財団理事長。2020年、瑞宝中綬章受章。

## 略歴
- 1969年　東北大学大学院理学研究科化学専攻修士課程修了、科学技術庁入庁、原子力局調査課配属
- 1981年　外務省在オーストリア日本国大使館一等書記官
- 科学技術庁原子力局原子力開発機関監理官
- 科学技術庁研究開発局宇宙企画課長
- 1992年　科学技術庁長官官房会計課長
- 1994年　科学技術庁長官官房審議官（原子力局担当）
- 1998年　科学技術庁長官官房長
- 1999年　科学技術庁原子力局長
- 2000年　科学技術庁科学技術振興局長
- 2001年　内閣府政策統括官（科学技術政策担当）